# Jacques Sigurd
Jacques Sigurd (Parijs, 15 juni 1920 - New York, 21 december 1987) was een Frans scenarioschrijver en dialoogschrijver.

## Leven en werk

### Eerste stappen
Sigurd kwam in de wereld van het entertainment terecht als acteur in komedies. Hij kreeg echter weinig kans tot spelen en hij begon mee te werken aan de radio-uitzendingen van de BBC. Vanaf 1945 kwam hij in aanraking met de filmwereld als journalist voor het filmweekblad L'Écran français.

### Samenwerkingen als scenarist-dialoogschrijver
Sigurd debuteerde enkele jaren na de Tweede Wereldoorlog. Hij trad in de sporen van klassieke vooroorlogse scenaristen als Jacques Prévert, Charles Spaak en Henri Jeanson. Yves Allégret deed een beroep op hem om het scenario en de dialogen van de dramatische film noir Dédée d'Anvers (1948) te helpen uitschrijven. Tijdens de jaren vijftig schreef hij het scenario en de dialogen van zes andere films van Allégret, onder meer Une si jolie petite plage (1949) en Manèges (1950). Samen met Dédée d'Anvers bezorgden die twee drama's de doorbraak aan Allégret.
Marcel Carné deed een beroep op Sigurd om samen met hem het scenario en de dialogen te schrijven voor vier films uit zijn naoorlogse carrière, onder meer voor L'Air de Paris (1954), de tragikomedie met het filmechtpaar Jean Gabin-Arletty  en voor het drama Trois chambres à Manhattan (1965), de verfilming van de gelijknamige roman van Georges Simenon.
Sigurd werkte ook twee keer in opdracht van Christian-Jaque, eerst voor het succesrijk historisch drama Lucrèce Borgia (1953) en vervolgens voor de misdaadfilm La Seconde Vérité (1966).
Sigurd overleed in 1987 op 67-jarige leeftijd.

## Filmografie
- 1948 - Dédée d'Anvers (Yves Allégret)
- 1949 - Tous les chemins mènent à Rome (Jean Boyer)
- 1949 - Une si jolie petite plage (Yves Allégret)
- 1950 - Manèges (Yves Allégret)
- 1951 - Les miracles n'ont lieu qu'une fois (Yves Allégret)
- 1952 - Nez de cuir (Yves Allégret)
- 1952 - La Jeune Folle (Yves Allégret)
- 1953 - Lucrèce Borgia (Christian-Jaque)
- 1953 - Les Amants de minuit (Roger Richebé)
- 1953 - La Vierge du Rhin (Gilles Grangier)
- 1954 - Les Révoltés de Lomanach (Richard Pottier)
- 1954 - L'Air de Paris (Marcel Carné)
- 1954 - La Belle Otero (Richard Pottier)
- 1954 - Hendes store aften (Annelise Reenberg)
- 1955 - Gli amori di Manon Lescaut (Mario Costa)
- 1956 - La Meilleure Part (Yves Allégret)
- 1958 - La bonne tisane (Hervé Bromberger)
- 1958 - Le Désert de Pigalle (Léo Joannon)
- 1958 - Asphalte (Hervé Bromberger)
- 1958 - Les Tricheurs (Marcel Carné)
- 1958 - Cargaison blanche (Georges Lacombe)
- 1959 - Vacanze d'inverno (Camillo Mastrocinque)
- 1959 - Les Amants de demain (Marcel Blistène)
- 1962 - Le Crime ne paie pas (Gérard Oury) (anthologiefilm, episode L'Affaire Fenayroux)
- 1962 - La Fayette (Jean Dréville)
- 1962 - Du mouron pour les petits oiseaux (Marcel Carné)
- 1963 - L'Autre femme (François Villiers)
- 1963 - Striptease (Jacques Poitrenaud)
- 1965 - Trois chambres à Manhattan (Marcel Carné)
- 1966 - La Seconde Vérité (Christian-Jaque)

- Bibliothèque nationale de France: cb13971240m (data)
- Gemeinsame Normdatei: 1062230256
- International Standard Name Identifier: 0000 0001 2123 2351
- Library of Congress Control Number: no2002054038
- Nederlandse Thesaurus van Auteursnamen: 168223236
- SNAC: w6c67842
- Système universitaire de documentation: 079070183
- Virtual International Authority File: 19873693
- WorldCat: E39PBJvhvpphWxHQVHdQ3XFYfq